# 武定道 (汪兆銘政権)
武定道（ぶてい-どう）は汪兆銘政権華北政務委員会により設置された山東省の道。

## 沿革
1940年（民国29年）6月15日、中華民国臨時政府時代の道制整理の際に新設された。

## 行政区画
廃止直前下部の13県を管轄した。（50音順）
- 恵民県
- 商河県
- 沾化県
- 青城県
- 徳平県
- 無棣県
- 浜県
- 蒲台県
- 陽信県
- 楽陵県
- 利津県
- 陵県
- 臨邑県